# آق مسجد (رضوانشهر)
آق مسجد، روستایی از توابع بخش پره‌سر شهرستان رضوانشهر در استان گیلان ایران است.

## جمعیت
این روستا در دهستان ییلاقی  رینه قرار دارد و براساس سرشماری مرکز آمار ایران در سال ۱۳۸۵، جمعیت آن ۲۲۴ نفر (۵۲خانوار) بوده‌است.